# Mare Crisium

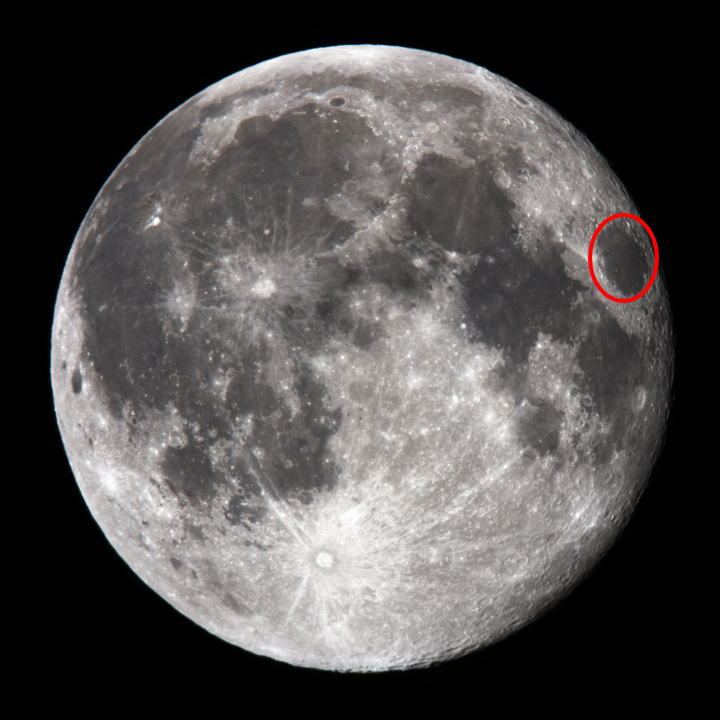
Lage des Mare Crisium

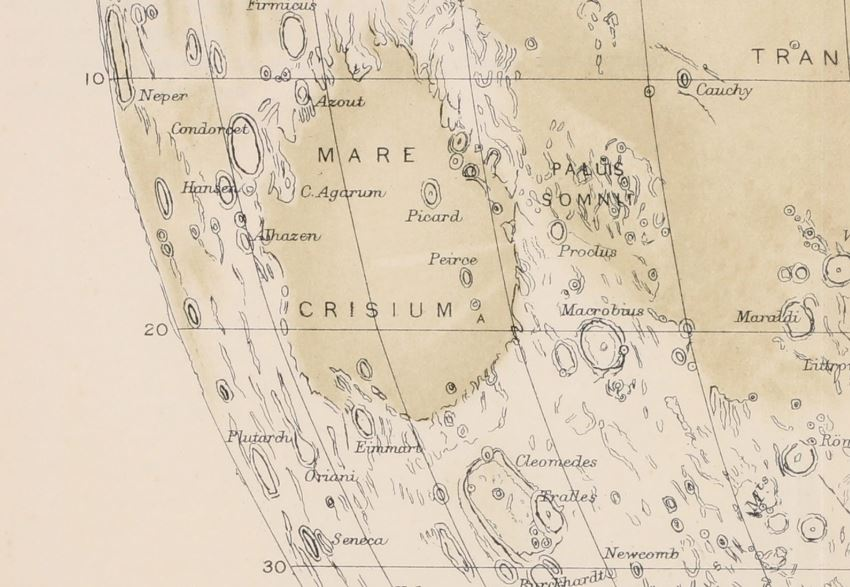
Ausschnitt aus Thomas Gwyn Elgers Mondkarte rund um das Mare Crisium (aus teleskopischen Gründen spiegelverkehrt)

Das Mare Crisium (lateinisch für „Meer der Entscheidungen“, auf Deutsch auch oft „Meer der Gefahren“ genannt) ist ein Mare des Erdmondes im Crisium-Becken, nordöstlich des Mare Tranquillitatis.
Es befindet sich weit im Osten der Vollmondscheibe bei den selenographischen Koordinaten 17° 00′ N, 59° 06′ E. Sein mittlerer Durchmesser beträgt 418 km.

## Mondsonden
Im Mare Crisium befinden sich vier künstliche Objekte. Die sowjetische Sonde Luna 15, die noch vor den Astronauten von Apollo 11 Mondgestein zur Erde bringen sollte, prallte beim Landeanflug am 21. Juli 1969 – während des ersten Mondspaziergangs der Amerikaner – wahrscheinlich gegen einen Berg und ging verloren. Luna 23 konnte am 6. November 1974 erfolgreich landen, wobei jedoch der Gesteinsbohrer beschädigt wurde. Auf eine Rückkehr zur Erde wurde daher verzichtet. Luna 24, die letzte Sonde des Luna-Programms, landete am 18. August 1976 nur rund 2,3 km von Luna 23 entfernt und brachte 170 g Mondgestein zur Erde. Teile der Sonde blieben bei der Rückkehr zur Erde auf der Mondoberfläche zurück. Am 2. März 2025 landete der erste kommerzielle Mondlander Blue Ghost.

## Literarischer Schauplatz
- KAFF auch Mare Crisium heißt ein teilweise dort spielender Roman Arno Schmidts von 1960.
- Das Mare Crisium ist Schauplatz von Arthur C. Clarkes Kurzgeschichte The Sentinel aus dem Jahre 1948, die eine Vorlage für den Kinofilm 2001: Odyssee im Weltraum (1968) sowie Clarkes zeitgleich entstandenen, gleichnamigen Roman war.
- Luna City, der Haupthandlungsort in Robert A. Heinleins Roman Revolte auf Luna aus dem Jahr 1966 liegt im Mare Crisium.